# Хоукинс (окръг, Тенеси)
Окръг Хоукинс (на английски: Hawkins County) е окръг в щата Тенеси, Съединени американски щати. Площта му е 1295 km², а населението – 53 563 души (2000). Административен център е град Роджърсвил.